# LP4
LP4 è il quarto album in studio del gruppo rock elettronico statunitense Ratatat, pubblicato nel 2010.

## Tracce
1. Bilar – 4:14
2. Drugs – 4:55
3. Neckbrace – 4:06
4. We Can't Be Stopped – 2:10
5. Bob Gandhi – 4:01
6. Mandy – 3:42
7. Mahalo – 2:02
8. Party with Children – 2:58
9. Sunblocks – 3:42
10. Bare Feast – 2:38
11. Grape Juice City – 3:56
12. Alps – 4:21